# Premis La Vanguardia
Els Premis La Vanguardia (castellà: Premios La Vanguardia) són un premi anual fundat el 2023 pel diari espanyol La Vanguardia. Van ser ideats el 2021 pel 140è aniversari del mitjà, però per la pandèmia de COVID-19 no es van poder celebrar fins passats dos anys.

## 1a edició
La gala de la primera edició va tenir lloc a Barcelona el 15 de setembre del 2023, concretament a la Sala Oval del Museu Nacional d'Art de Catalunya. Organitzada pel Grup Godó de Comunicació, va ser oberta per Xavier de Godó i conduïda per la presentadora de televisió Helena Garcia Melero. Hi van lliurar els guardons el rei Felip VI i la reina Letizia, malgrat que Màrius Carol i Narcís Serra també van intervenir en l'acte.
En representació del Govern de Catalunya, hi va assistir el secretari de Mitjans de Comunicació i Difusió, Oriol Duran, per delegació de la consellera de la Presidència, Laura Vilagrà. També s'hi van presentar Nadia Calviño, Yolanda Díaz, Jaume Collboni, Roger Torrent, Joan Ignasi Elena, Isabel Díaz Ayuso, Alberto Núñez Feijóo, Miquel Iceta, Félix Bolaños, Carlos Prieto, Lluïsa Moret, Salvador Illa, José María Aznar i Joan-Enric Vives. En total, hi va haver més de 700 convidats.
| Categoria                 | Receptor               | Ref.  |
| ------------------------- | ---------------------- | ----- |
| Empresària de l'any       | Sol Daurella           | [ 1 ] |
| Empresari de l'any        | Marc Puig              | [ 1 ] |
| Innovació                 | Ignacio Cirac          | [ 1 ] |
| Cultura                   | Lita Cabellut          | [ 1 ] |
| Talent Jove Internacional | Bad Gyal               | [ 1 ] |
| Impuls Ciutats            | Grant Dalton           | [ 1 ] |
| In memoriam               | Josep Piqué            | [ 1 ] |
| In memoriam               | Juan Antonio Samaranch | [ 1 ] |